# Ligues de football supplémentaires en Écosse
Les ligues supplémentaires sont des compétitions de football organisées en Écosse pour venir en complément de la ligue majeure, la Scottish Football League, à la fin du XIXe siècle et au début du XXe siècle. 
Ces ligues supplémentaires n'étaient pas concurrentes à la SFL mais permettaient d'augmenter le nombre de matches et donc les recettes de billetterie. Les clubs qui y participaient étaient donc principalement des clubs qui jouaient en SFL qui alors ne proposait que 18 matches par club par saison. Pour réduire les déplacements et favoriser l'esprit derby, ces ligues supplémentaires étaient principalement organisées par proximité géographique.
Les deux premières ligues supplémentaires ont été créées en 1894 et la dernière édition d'une de ces ligues eut lieu en 1917.

## Liste des ligues supplémentaires
- Edinburgh/East of Scotland Football League
- Glasgow Football League
- Glasgow and West of Scotland Football League
- Inter City Football League
- Inter City Midweek Football League
- Inter County Football League
- Lanarkshire Football League
- Renfrewshire Football League
- Scottish County Football League